# Aleuroplatus variegatus
Aleuroplatus variegatus là một loài côn trùng cánh nửa trong họ Aleyrodidae, phân họ Aleyrodinae.
Aleuroplatus variegatus được Quaintance & Baker miêu tả khoa học đầu tiên năm 1917.